# Tarski-féle T-séma
A filozófiai logikában a  Tarski-féle T-séma egy alapvető következménye a formális nyelvi (szimbolikus logikai) mondatatok Tarski-féle igazságdefiníciójának. Az igaz mondat definícióját Tarski a Az igazság fogalma a formális nyelvekben (1933) című tanulmányában közölte és ennek a cikknek a megjelenését tekintjük a modern modellelméleti szemantika megszületésének.

## Definíció
Tekintsünk egy L elsőrendű formális nyelvet. Az a nyelv, amelyben vizsgálat tárgyává tesszük az L nyelvet, az M metanyelv. A metanyelv segítségével fogalmazzuk meg, hogy mit tekintünk L-ben értelmes mondatnak, axiómának, levezethető mondatnak stb. A metanyelvnek mindent "kell tudnia", amit az L nyelv tud, ellenkező esetben nem lenne "magyarázó közeg" a formális nyelv számára. Ebben a kontextusban az L nyelvet tárgynyelvnek nevezzük. A tárgynyelv minden egyes S mondatának van egy metanyelvi P fordítása, mely úgy tekinthető, mint "az a kijelentés, amit S tartalmilag állít". Továbbá az S mondatra mint szimbólumsorra lehet hivatkozni a metanyelvben: az (S) metanyelvi kifejezés úgy tekinthető, mint az "a tárgynyelv S mondata" hivatkozás. Tarski mutatott egy módszert, mely segítségével definiálható a tárgynyelvi mondatok igazságának fogalma. (A definíció hozzávetőlegesen megegyezik azzal, amit a logikai szemantikában interpretáció szerinti igazságnak nevezünk, azzal a különbséggel, hogy az interpretáció alaphalmazát a metanyelv objektumai alkotják.) Ekkor minden S tárgynyelvi mondat esetén a
Az (S) mondat akkor és csak akkor igaz, ha P
metanyelvi kijelentést az S tárgynyelvi mondat T-sémabeli alakjának nevezzük. A T-séma (Tarski igazságdefiníciójának következtében) minden esete tétele a metaelméletnek. Vegyük észre, hogy a T-séma nem más, mint annak az arisztotelészi elvnek a formális nyelvre vonatkozó megfogalmazása, amely szerint "egy mondat pontosan akkor igaz, ha az, amit állít, a valóságban is úgy van". Tarski a T-séma eseteinek fennállását tekintette az igazság helyes definíciója kritériumának.

### Példa
Legyen L a német nyelv mint tárgynyelv, M a magyar nyelv mint metanyelv, legyen továbbá az S mondat a következő: Der Schnee ist weiß („A hó fehér”). Ekkor az S mondatot a T-sémába helyettesítve tételt kapunk:
Az „Az a német mondat, hogy »Der Schnee ist weiß«, akkor és csak akkor igaz, ha a hó fehér.” mondat tétele a metaelméletnek.

## Néhány metatétel
Tétel – Tarski nemdefiniálhatósági tétele
- Ha a tárgynyelv tartalmazza a természetes számok végtelen struktúráját, akkor levezethető a T-séma egy esetének negációja, azaz létezik olyan S tárgynyelvi mondat, melyre a következő kijelentés metanyelvi tétel:

Az (S) mondat akkor és csak akkor igaz, ha nem P
- Ha eközben a metaelmélet ellentmondásmentes, akkor az igazság definíciója nem szerkeszthető meg.

Vegyük észre, hogy az első esetben megjelenő paradox jelentésű tétel nem más, mint a hazug paradoxona a formális nyelvben.
Tétel – Tarski definiálhatósági tétele
- Ha a tárgynyelv nem tartalmazza a természetes számok végtelen struktúráját, akkor a T-séma minden esete levezethető, és az igazság fogalma ellentmondásmentes metaelmélet esetén is megszerkeszthető.

Ez pedig a hazug paradoxonának feloldása a legegyszerűbb tárgyelméletek esetén.
Messzemenő párhuzamot vélhetünk felfedezni Gödel első nemteljességi tétele és a nemdefiniálhatósági tétel között. A negatív eredményt mindkét esetben a hazug paradoxonának antinómiaként való fellépése okozza.